# 俄罗斯科学院有机化学研究所
N. D. 泽林斯基有机化学研究所（俄语：　缩写：）是俄罗斯科学院下属的化学领域研究机构之一。该研究所有超过900名员工，分布于39个研究实验室和小组。
该研究所于1934年2月23日在莫斯科成立，其前身是高压实验室和有机合成实验室。创始成员包括A. E. Favorsky、N. D. Zelinsky、Vladimir Ipatieff、A. E. Chichibabin，后来还有N. Ya. Demyanov、M. A. Ilyinsky等。 1953年，研究所被命名为N. D. Zelinsky研究所，以纪念尼古拉·泽林斯基院士，他曾于1936年至1953年领导其中一个部门。该研究所的国际声誉来自众多著名科学家的贡献，这些科学家包括A. E. Favorsky、N. D. Zelinsky、A. A. Balandin、B. A. Kazansky、A. N. Nesmeyanov、I. N. Nazarov、I. L. Knunyants、A. E. Porai-Koshits、V. V. Korshak、L. F. Vereshchagin、M. M. Shemyakin 、M. I. Kabachnik和H. M. Minachev。
在卫国战争期间，研究所开发了纳扎罗夫胶（Carbinol glue），用于战场上维修军事装备。此外，研究所还研发了合成方法并生产了多种药物，包括乙烯灵（Shostakovsky Balm）。
1954年，N. D. Zelinsky有机化学研究所分离出Nesmeyanov元素有机化合物研究所、高压物理研究所，以及1959年成立的天然化合物化学研究所（现为Shemyakin- Ovchinnikov生物有机化学研究所）。同时，Zelinsky有机化学研究所的传统研究领域也得到了扩展，并在该研究所科学家的支持下成立了多个其他研究中心，包括A. E. Favorsky伊尔库茨克化学研究所、白俄罗斯国家科学院的生物有机化学研究所、V. I. Nikitin化学研究所和土库曼科学院的有机化学研究所。
研究所位于列宁大道47号，建筑于1954年由著名建筑师阿列克谢·休谢夫设计。

## 主要研究领域
1. 物理化学和有机合成化学
2. 天然化合物的有机化学
3. 催化有机合成及催化理化基础
4. 计算化学与现代信息技术

## 出版
- 《Mendeleev Communications》（英文）
- 《Успехи химии》（俄文）
- 《Кинетика и Катализ》（俄文）
- 《Известия АН. Серия химическая》（俄文）